# 振风塔
振风塔，又名“万佛塔”，位于中国安徽省安庆市城东，长江北岸的迎江寺内，是长江沿岸的著名古塔之一。

## 历史
振风塔始建于明隆庆二年（1568年）。其名“振风”，有“以振文风”之意。清康熙二年（1663年）重修，咸丰十一年（1861年），六、七层毁于炮火，1871年、1893年再次重修。2006年，振风塔作为明代古建筑被中国国务院列入第六批全国重点文物保护单位名单。

## 建筑
振风塔高64.8米，为八角七层楼阁式建筑。由底层至塔顶共168级台阶，每层外之八角飞檐下饰兽衔铁钩，悬挂风铃。江风吹动，铃声悠扬。塔底层内室供巨型“西方接引阿弥陀佛”佛像，二层供“弥勒佛”、三层供“五方五佛”，三、四、五层嵌砖雕佛像600余尊。
月明之夜，塔影倒映于长江之中，即“塔影横江”之景，是安庆古八景之一。

## 文学
清文华殿大学士，桐城人张英诗：

遥从皖口东南出，
半落长江日夜流。
云外平分天柱影，
望中收尽海门秋。